# Mishel Prada
Mishel Prada (Hialeah, 23 de diciembre de 1989) es una actriz estadounidense. Es conocida por interpretar el papel principal de Emma Hernandez en la serie dramática de Starz, Vida. Anteriormente, protagonizó la serie web derivada de The Walking Dead, Fear the Walking Dead: Passage.

## Trayectoria
Prada nació y creció en Hialeah, una ciudad en el área metropolitana de Miami. Sus abuelos son dominicanos, puertorriqueños y franceses. Los padres de Prada emigraron a los Estados Unidos. Se crio hablando español.
Comenzó a actuar de niña en producciones escolares y de la iglesia. Se empezó a dedicar profesionalmente a la interpretación a los veintitrés años participando en cortometrajes y realizando pequeños papeles en el cine al mismo tiempo que trabajaba como conserje en el Hollywood Roosevelt Hotel  de Los Ángeles.
Su primer papel principal fue en 2016, en la serie web Fear the Walking Dead: Passage, que recibió una nominación al premio Creative Arts Emmy. Se presentó a la directora de casting de Stranger Things, Carmen Cuba, después de la ceremonia y Cuba llamó a Prada más tarde para leer un papel en la serie Vida que estaba produciendo Starz. En un primer momento, realizó audiciones para los papeles de Lyn y Cruz, pero finalmente le ofrecieron el papel de Emma, una ejecutiva mexicano-americana que se traslada a su barrio, Boyle Heights, en el este de Los Ángeles después de la muerte de su madre. Vida se estrenó en mayo de 2018, la segunda temporada se estrenó el 23 de mayo de 2019 y la tercera el 26 de abril de 2020.
Es miembro fundadora de un colectivo de arte femenino llamado Damarosa, que analiza el trabajo artístico de mujeres influyentes en la literatura.
En 2019, se incorporó a la cuarta temporada de la serie juvenil de The CW, Riverdale, donde interpretó a Hermosa Lodge.